# Рачинес
Рачинес (нем. Ratschings, итал. Racines) — коммуна в Италии, располагается в регионе Трентино — Альто-Адидже, подчиняется административному центру Больцано.
Население составляет 4012 человека, плотность населения составляет 20 чел./км². Занимает площадь 203 км². Почтовый индекс — 39040. Телефонный код — 0472.

## Достопримечательности
- Замок Вольфстурн